# واتسون-گاپتیل
واتسون-گاپتیل (انگلیسی: Watson-Guptill) ناشری آمریکایی است که کتاب‌های آموزشی در حوزه هنر منتشر می‌کند. این شرکت در سال ۱۹۳۷ به دست ارنست واتسون، رالف رینهولد و آرتور ال. گاپتیل تأسیس شد. این شرکت همین‌طور مجله آمریکن آرتیست را منتشر می‌کند. دفتر مرکزی آنها در نیویورک در برج رندوم هاوس قرار دارد.